# Comorella
Comorella spectabilis és una espècie d'aranya araneomorfa de la subfamilia Erigoninae, dins de la família Linyphiidae.
Fou descrit per primera vegada per R. Jocqué l'any 1985,
És l'únic membre del gènere monotípic Comorella.

## Distribució
És un endemisme de les Illes Comores.